# Jungfrufly
Jungfrufly, Eucarta virgo är en fjärilsart som först beskrevs av Georg Friedrich Treitschke 1835. Enligt Dyntaxa ingår Jungfrufly i släktet Eucarta men enligt Catalogue of Life är tillhörigheten istället släktet Goonallica. Enligt båda källorna tillhör arten familjen nattflyn, Noctuidae. Arten är reproducerande i Sverige. Två underarter finns listade i Catalogue of Life, Goonallica virgo griseafulgens Kovacs, 1968 och Goonallica virgo virginalis Bryk, 1948.

## Bildgalleri

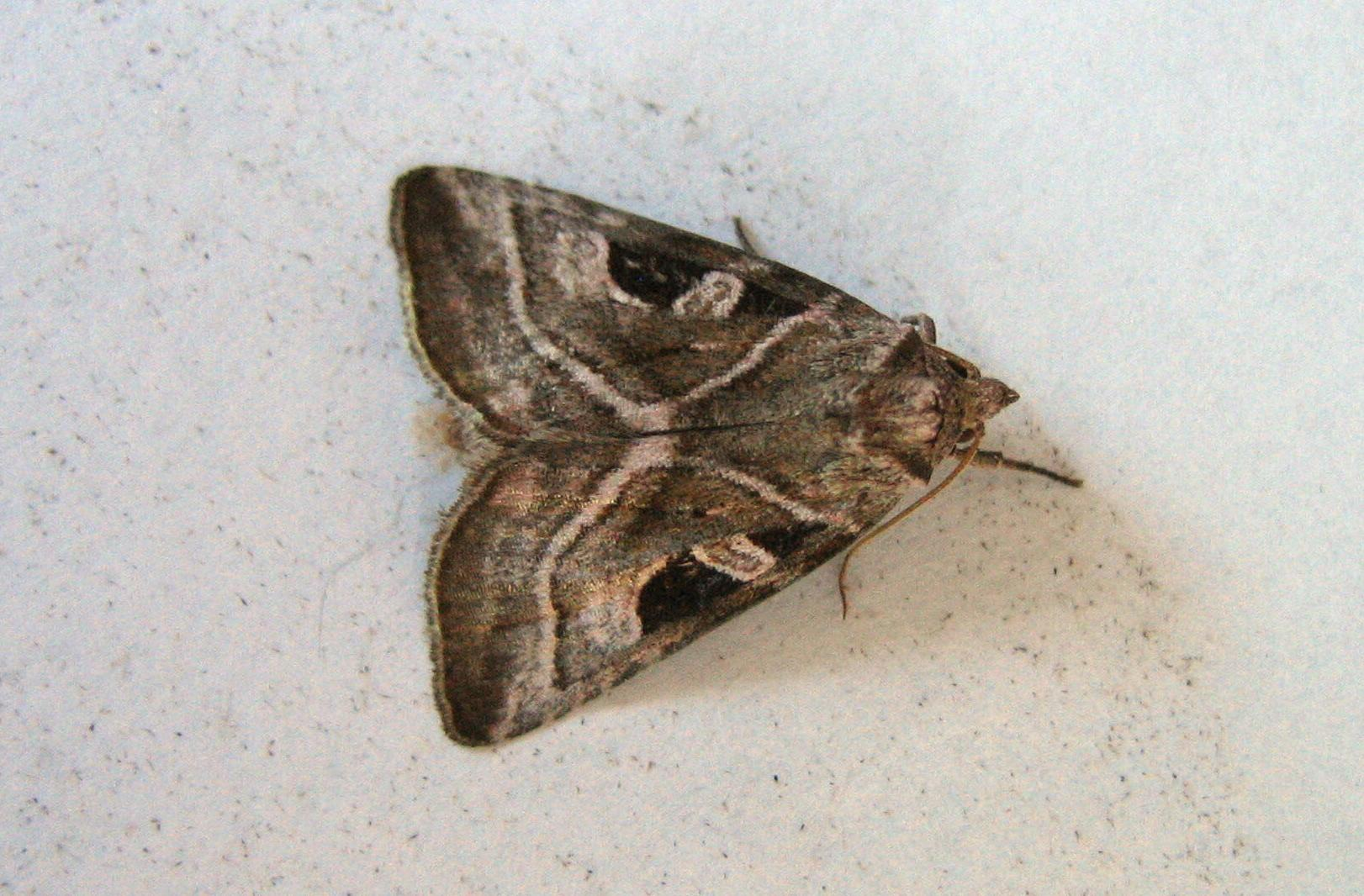
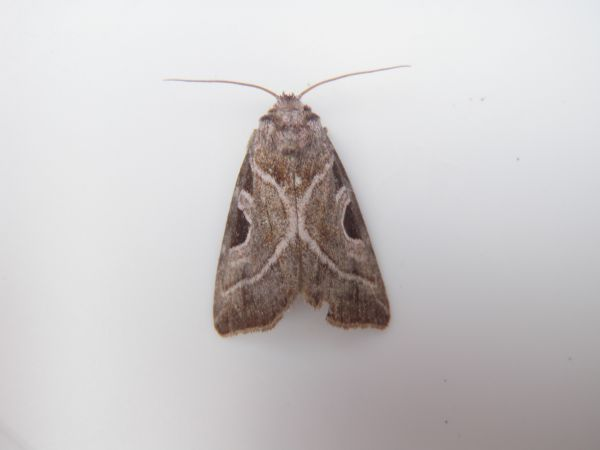
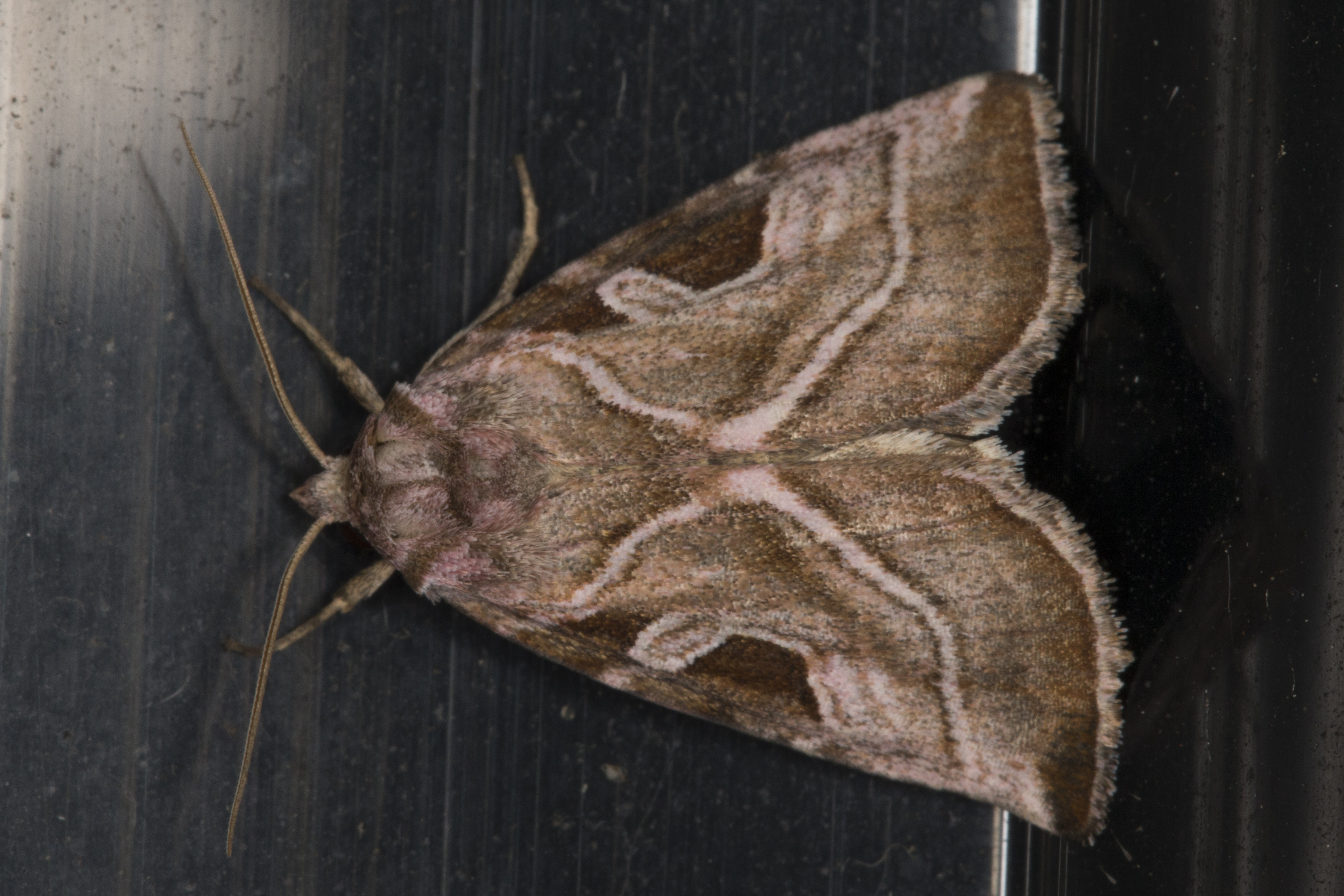